# Огиенко, Валентина Витальевна
Валенти́на Вита́льевна Огие́нко (в 1989—1992 Макове́цкая) (26 мая 1965, Краснодар, РСФСР, СССР) — советская и российская волейболистка, волейбольный тренер, член сборных СССР, СНГ и России (1983—1995, 1998). Олимпийская чемпионка 1988 и серебряный призёр Олимпийских игр 1992, чемпионка мира 1990, 4-кратная чемпионка Европы, 5-кратная чемпионка СССР, двукратная чемпионка России. Центральная блокирующая. Заслуженный мастер спорта СССР (1988). Заслуженный тренер России (2000). Член волейбольного зала славы (2019).

## Биография
Начала заниматься волейболом в 1976 году в Краснодаре у тренера Эдуарда Зиновьевича Третьяка. Игровую карьеру начала выступлениями за краснодарское «Динамо». В 1983 году перешла в свердловскую «Уралочку», за которую играла в 1983—1990, 1995—1996 и 1998—1999 годах. С 1991 по 1992 на протяжении одного сезона выступала за хорватский клуб «Младост». В составе «Уралочки» 9 раз выигрывала золотые награды чемпионатов СССР и России, а также трижды Кубок европейских чемпионов.
В составе женских сборных СССР, СНГ и России Валентина Огиенко выступала с 1983 по 1995 и в 1998 году. В их составе многократно становилась чемпионкой и призёром крупнейших международных соревнований, в том числе Олимпийской чемпионкой 1988, чемпионкой мира 1990, 4-кратной чемпионкой Европы, трёхкратной победительницей Игр доброй воли. В 1989 и 1991 принимала участие в «Гала-матчах» ФИВБ, в которых сборной СССР противостояла сборная «Звёзды мира». В 1989 году Международная федерация волейбола признала Валентину Огиенко лучшим игроком года.
С 1997 года — тренер женской сборной России (до 2004) и команд системы «Уралочка» («Уралочка-НТМК», «Уралтрансбанк», «Аэрофлот-Малахит», а также в 2003—2004 подмосковного «Динамо»), главный ассистент Н. В. Карполя.
В качестве тренера сборной явилась соавтором успехов национальной команды: серебро Олимпийских игр 2000 и 2004, бронза чемпионата мира 2002, серебро Кубка мира 1999, золото и серебро Всемирного Кубка чемпионов (1997 и 2001), золото (1997, 1999 и 2002), серебро (2000 и 2003) и бронза (2001) Гран-При, золото чемпионатов Европы (1997, 1999 и 2001).
В 1999 году окончила Институт физической культуры Уральского государственного педагогического университета.
С 2009 года — генеральный директор волейбольного клуба «Уралочка».
В 2019 году включена в Волейбольный зал славы.

## Достижения

### С клубами
- 5-кратная чемпионка СССР — 1986—1990;
  - серебряный (1984, 1985) и бронзовый (1983) призёр чемпионатов СССР;
- трёхкратный обладатель Кубка СССР — 1986, 1987, 1989;
- двукратная чемпионка России — 1996, 1999;
  - серебряный призёр чемпионата России 1992;
- трёхкратная победительница розыгрышей Кубка европейских чемпионов — 1987, 1989, 1990;
- обладатель Кубка кубков ЕКВ 1986.

### Со сборными
- Олимпийская чемпионка 1988;
  - серебряный призёр Олимпийских игр 1992, 2000, 2004;
  - участница Олимпиады-1996 (4-е место);
- чемпионка мира 1990;
  - двукратный бронзовый призёр чемпионатов мира — 1994, 1998;
- серебряный (1989) и двукратный бронзовый (1985, 1991) призёр розыгрышей Кубка мира,
- бронзовый призёр Всемирного Кубка чемпионов 1993;
- серебряный призёр Гран-при 1998;
- 4-кратная чемпионка Европы — 1985, 1989, 1991, 1993;
  - двукратный серебряный (1983, 1987) и бронзовый (1995) призёр чемпионатов Европы;
- трёхкратная чемпионка Игр Доброй воли — 1986, 1990, 1994.

### Индивидуальные
- Лучшая волейболистка мира 1989 года;
- Лучшая блокирующая чемпионата мира 1986.

## Награды и звания
- Заслуженный мастер спорта СССР (1988);
- Заслуженный тренер России (2000)
- Орден Дружбы народов (1988);
- Медаль ордена «За заслуги перед Отечеством» I степени (2002);
- Почётный знак «За заслуги перед городом Екатеринбургом».

## Семья
Дочь Анастасия Костыленко (Маковецкая) (1993 г.р.) — также волейболистка.

## Источник
- Волейбол. Энциклопедия/Сост. В. Л. Свиридов, О. С. Чехов. — Томск: Компания «Янсон», 2001.